# Liolaemus zabalai
Espèce
Liolaemus zabalai est une espèce de sauriens de la famille des Liolaemidae.

## Répartition
Cette espèce est endémique de la région du Biobío au Chili.

## Étymologie
Cette espèce est nommée en l'honneur de Patricio Zabala.

## Publication originale
- Troncoso-Palacios, Díaz, Esquerré & Urra, 2015 : Two new species of the Liolaemus elongatus-kriegi complex (Iguania, Liolaemidae) from Andean highlands of southern Chile. ZooKeys no 500, p. 83-109 (texte intégral).